# François-René de Chateaubriand
François-René de Chateaubriand, född 4 september 1768 i Saint-Malo, död 4 juli 1848 i Paris, var en fransk greve, politiker, skribent, diplomat, militär och författare. Han var Frankrikes utrikesminister 1822–1824, men är numera mest känd som författare.
Chateaubriand tillhörde emigrantarmén som bekämpade franska revolutionen. Han slöt sig först till Napoleon Bonaparte, men blev sedan en av dennes mest hätska kritiker. Han grundade tillsammans med Madame de Staël den franska romantiken och bidrog till att kristendomen återinfördes i Frankrike under Napoleon.

## Biografi

### Uppväxt och exil

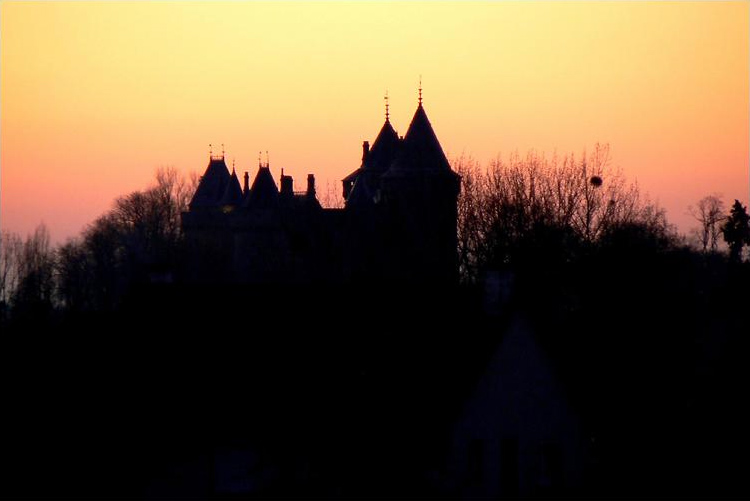
Château de Combourg i solnedgången, släktegendomen där Chateaubriand växte upp.

Född i Saint-Malo som den yngste av tio barn, av vilka fyra dött i späd ålder, växte Chateaubriand upp på familjens slott Château de Combourg i Bretagne. Hans far, René de Chateaubriand (1718–1786), hade varit sjökapten, blivit skeppsredare och sedan slavhandlare. Moderns namn var Apolline de Bedée. Syskonen var brodern Jean-Baptiste (född 1759), och systrarna Marie-Anne (1760), Bénigne (1761), Julie (1763), och favoritsystern Lucile (1764).
Chateaubriands far var en dyster och sluten person, och den unge Chateaubriand växte upp i en atmosfär av ensamhet som endast bröts av långa promenader på den bretagniska landsbygden och en intensiv vänskap med systern Lucile. 12 april 1781 tog han sin första nattvard, men i mars 1788 utträdde han ur kyrkan.
Chateaubriand studerade i Dol-de-Bretagne, Rennes och Dinan. Under en tid kunde han inte besluta sig för om han skulle följa sina föräldrars vilja och bli sjöofficer eller präst, men vid sjutton års ålder valde han den militära banan och fick anställning som fänrik vid franska arméns bas vid Navarra. Inom två år hade han nått kaptens rang. Han besökte Paris 1788 där han blev bekant med några av samtidens mest framträdande författare som Jean-François de La Harpe, André Chénier och Louis-Marcelin de Fontanes. När franska revolutionen bröt ut sympatiserade Chateaubriand till en början med utvecklingen, men då händelserna i Paris blev allt mera våldsamma beslutade han sig för att göra en resa till Nordamerika 1791. Denna erfarenhet skulle ge uppslag till hans exotiska romaner Les Natchez (skriven mellan 1793 och 1799 men utgiven först 1826), Atala (1801) och René (1802). Hans livfulla och fängslande beskrivningar av naturen i den måttligt koloniserade inre södern i Amerika var mycket nydanande för sin tid och föregrep vad som senare skulle bli känt som romantiken i Frankrike. Senare forskning betvivlar numera sanningshalten i Chateaubriands påstående att skulle ha erbjudits att intervjua George Washington under vistelsen i USA.
Chateaubriand återvände till Frankrike 1792 och anslöt sig så småningom till rojalisternas armé (émigrés) i Koblenz. Under starka påtryckningar från sin familj gifte han sig den 19 mars samma år med en ung adelsdam, Céleste Buisson de la Vigne, även hon från Saint Malo och som han aldrig förr träffat. På äldre dagar skulle Chateaubriand vara notoriskt otrogen mot henne och inleda flera seriösa kärleksaffärer, men paret skildes aldrig. De slog sig ner i Paris hos hans systrar Julie och Lucile. Hans militära karriär tog slut när han sårades vid belägringen av Thionville, en större sammandrabbning mellan de rojalistiska trupperna och den franska revolutionsarmén. Allvarligt skadad fördes han till Jersey och gick därefter i landsflykt i England, varmed han övergav sin hustru. Följande år avrättades hans bror, medan hans mor, svägerska samt systrarna Lucile och Julie fängslades.
Större delen av landsflykten tillbringade Chateaubriand i fattigdom i London där han försökte försörja sig genom att ge fransklektioner och med översättningar, men en vistelse i Suffolk blev desto mera idyllisk. Här förälskade sig Chateaubriand i en ung engelska, Charlotte Ives, men romansen tog slut när han tvingades avslöja att han redan var gift. Under sin tid i Storbritannien förkovrade sig Chateaubriand i den engelska litteraturen. Denna läsning, i synnerhet av John Miltons Det förlorade paradiset (som han senare översatte till fransk prosa), skulle utöva ett djupgående inflytande på hans egna litterära arbeten. Exilen drev Chateaubriand att utröna orsakerna bakom franska revolutionen som hade kostat livet på så många i hans familj och vänkrets. Dessa betraktelser utmynnade i hans första verk, Essai sur les Révolutions (1797). En viktig vändpunkt i Chateaubriands liv inträffade när först hans mor avled 1798 och sedan även hans syster Julie 1799, vilket ledde till att han långsamt under året 1799 konverterade tillbaka till sin barndoms tro, den romersk-katolska katolicismen.

### Konsulat och kejsardöme
Chateaubriand drog fördel av amnestin som erbjöds emigrés, att återvända till Frankrike i maj 1800 under franska konsulatet. Hemkommen blev han redaktör för Mercure de France. År 1802 blev han berömd för sitt verk Génie du christianisme ("Kristendomens väsen"), en apologi för den kristna tron vilken bidrog starkt till den religiösa återväckelsen i det postrevolutionära Frankrike. Bara några få dagar senare skrev Napoleon och påven under konkordatet som återinstallerade religionen i landet. Det gav honom också Napoleon Bonapartes ynnest, då han under den här tiden var angelägen om att vinna över katolska kyrkan till sin sida.
Efter att ha utsetts till förste ambassadsekreterare vid Heliga stolens legation av Napoleon, medföljde han kardinal Fesch, Napoleons släkting, till Rom. Men de båda männen började gräla, och Chateaubriand utsågs i stället till minister i Valais (i Schweiz). Han avgick från posten i avsky över att Napoleon låtit avrätta hertig d'Enghien 1804. Samma år återförenades han med sin hustru efter exilen. I november samma år dog hans syster Lucile, troligen genom självmord. Chateaubriand hade efter brytningen med Napoleon inget annat att försörja sig på än sina litterära alster. Han planerade att skriva ett epos på prosa, Les Martyrs, med handlingen förlagd till förföljelserna mot de kristna i Rom i den unga Kyrkans historia. För sin research för boken företog han från och med 1806 en resa till Grekland, Mindre Asien, Palestina, Egypten, och Spanien. 4 oktober 1806 blev han riddare av Den Heliga gravens av Jerusalem riddarorden i Jerusalem. Anteckningarna från resan skulle senare utgöra en del av hans Itinéraire de Paris à Jérusalem (Itineriarier från Paris till Jerusalem), utgiven 1811; och den spanska anhalten av resan ligga till grund för en tredje kortroman, Les aventures du dernier Abencérage (Den sista abencerragens äventyr), om den högättade moriska familjen abenserragerna. Boken kom 1826. Vid hans ankomst till Frankrike gav han ut en bitande kritik av Napoleon, i vilken han jämförde honom med Nero. Kejsaren bannlyste honom från Paris.

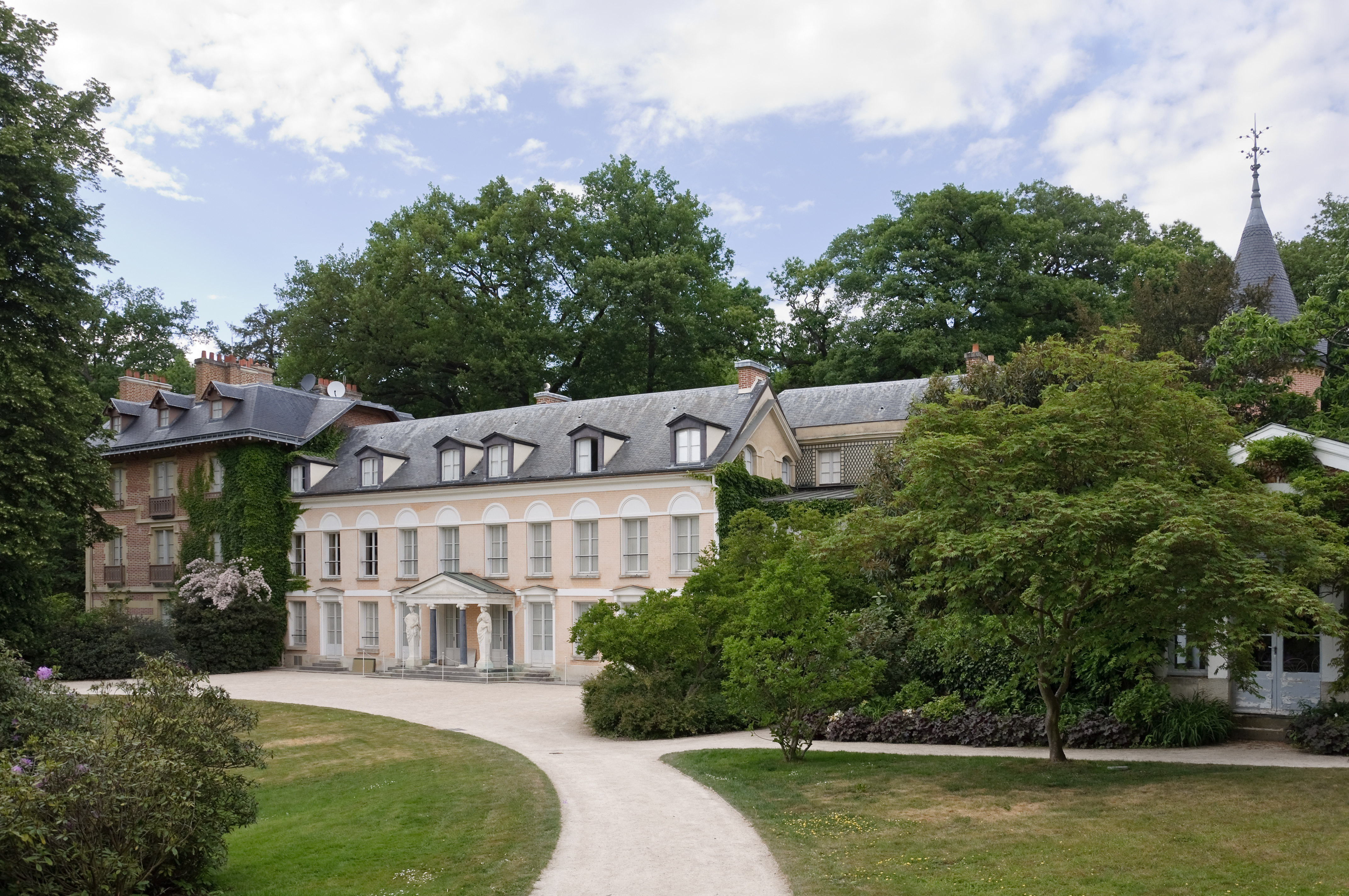
La Vallée-aux-Loups.

Chateaubriand slog sig ner med sin hustru och katten Micetto (en gåva av påve Leo XII) på en obetydlig egendom som han kallade La Vallée aux Loups ("Vargdalen"), nära Aulnay. Huset är numera ett museum, men under tiden Chateaubriand levde där höll han flera soaréer och påkostade middagar med kulturella. Chateaubriand var en riktig gourmet, och det var hans köksmästare Montmireil som skapade kötträtten med samma namn som författaren; Montmireil hade tidigare varit i tjänst hos Napoleon. Kötträtten serverades första gången 1822 i London. Här, i La Vallée aux Loups, slutförde Chateaubriand Les Martyrs, som utkom 1809, och började teckna på ett utkast till sina memoarer. Han invaldes i Franska Akademien 1811, men, med anledning av hans plan att i installationsföreläsningen kritisera revolutionen, kunde han inte tillträda stolen förrän den bourbonska restaurationen. Till de författare som under denna tid hörde till hans vänskapskrets, hörde bland andra Madame de Staël, Joseph Joubert och Pierre-Simon Ballanche.

### Ultramonarkist
Efter Franska imperiets fall blev Chateaubriand anhängare till huset Bourbon, följde dem i exil till Gent under de hundra dagarna, och blev pär av Frankrike 1815. Hans kritik mot kung Ludvig XVIII av Frankrike efter att Chambre introuvable upplöstes, fick till följd att han degraderades, och snart gick han med i den ultramonarkistiska grupp som stödde den framtida Karl X av Frankrike.
Chateaubriand ställde sig åter vid hovets sida efter mordet på hertigen av Berry (1820), var ambassadör i Preussen (1821) och Storbritannien (1822), och upphöjdes till utrikesminister (28 december 1822–4 augusti 1824). Som minister plenipotentiaire vid Kongressen i Verona (1822) tog han ställning för Quintuplealliansens inblandning i Spanien vid slaget vid Trocadero, under spanska inbördeskriget 1820–1823, trots opposition från Hertigen av Wellington. Fastän draget blev en framgång, befriades Chateaubriand strax därefter från sitt uppdrag av premiärminister Jean-Baptiste de Villèle.

### Liberalism och opposition mot Ludvig Filip
Följaktligen rörde han sig därmed mot den liberala oppositionen, både som pär och som medarbetare vid Journal des Débats (hans artiklar där signalerade tidningens motsvarande vändning). Han blev en populär försvarare av tryckfrihet och språkrör för Greklands självständighet.
Karl X av Frankrike utnämnde honom till ambassadör vid Heliga stolen 1828, men han avgick när prins de Polignac blev premiärminister (november 1829).
År 1830, efter julirevolutionen, var Chateaubriands karriär över som ett resultat av hans vägran att svära lydnadsed inför det nya Huset av Orléans, kung Ludvig Filip I av Frankrike. Han drog sig tillbaka från det offentliga livet för att skriva sina Mémoires d'outre-tombe ("Minnen från andra sidan graven", postumt utgiven 1848–1850), vilken betraktas som hans mest fulländade arbete, och hans Études historiques (4 band, avsedda som en introduktion till projektet Frankrikes historia). Han blev också en frän kritiker till Orléans regim, och hans planer på att skriva en bok om arresteringen av hertiginnan Caroline de Berry orsakade honom ett åtal, som han dock friades från.
Under de sista åren levde han som en enstöring, och lämnade endast hemmet för att besöka Juliette Récamier i l'Abbaye-aux-Bois. Hans sista verk, Vie de Rancé, skrevs på förslag av hans biktfader och utgavs 1844. Det är en biografi över Armand Jean le Bouthillier de Rancé, en världslig fransk aristokrat under 1600-talet som drog sig tillbaka från samhället för att bli grundare av trappistorden, en munkorden. Parallellerna till Chateaubriands eget liv är iögonfallande. Chateaubriand avled i Paris under februarirevolutionen 1848, och begravdes, på egen önskan, på en ö nära Saint-Malo som bara är tillgänglig vid ebb.

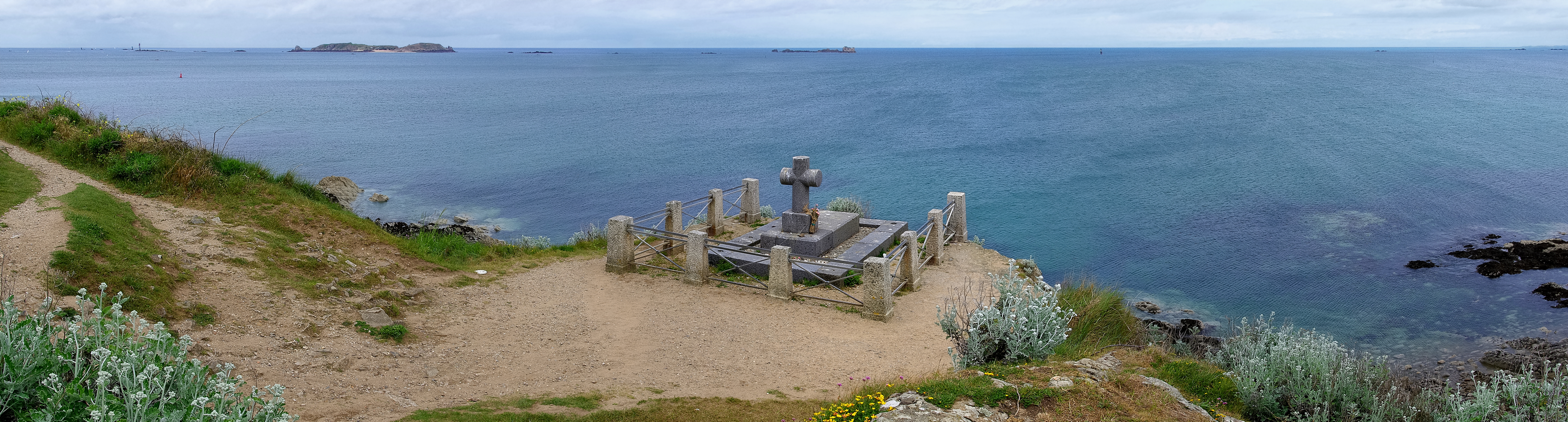
Chateaubriands grav i Saint-Malo.

## Verk

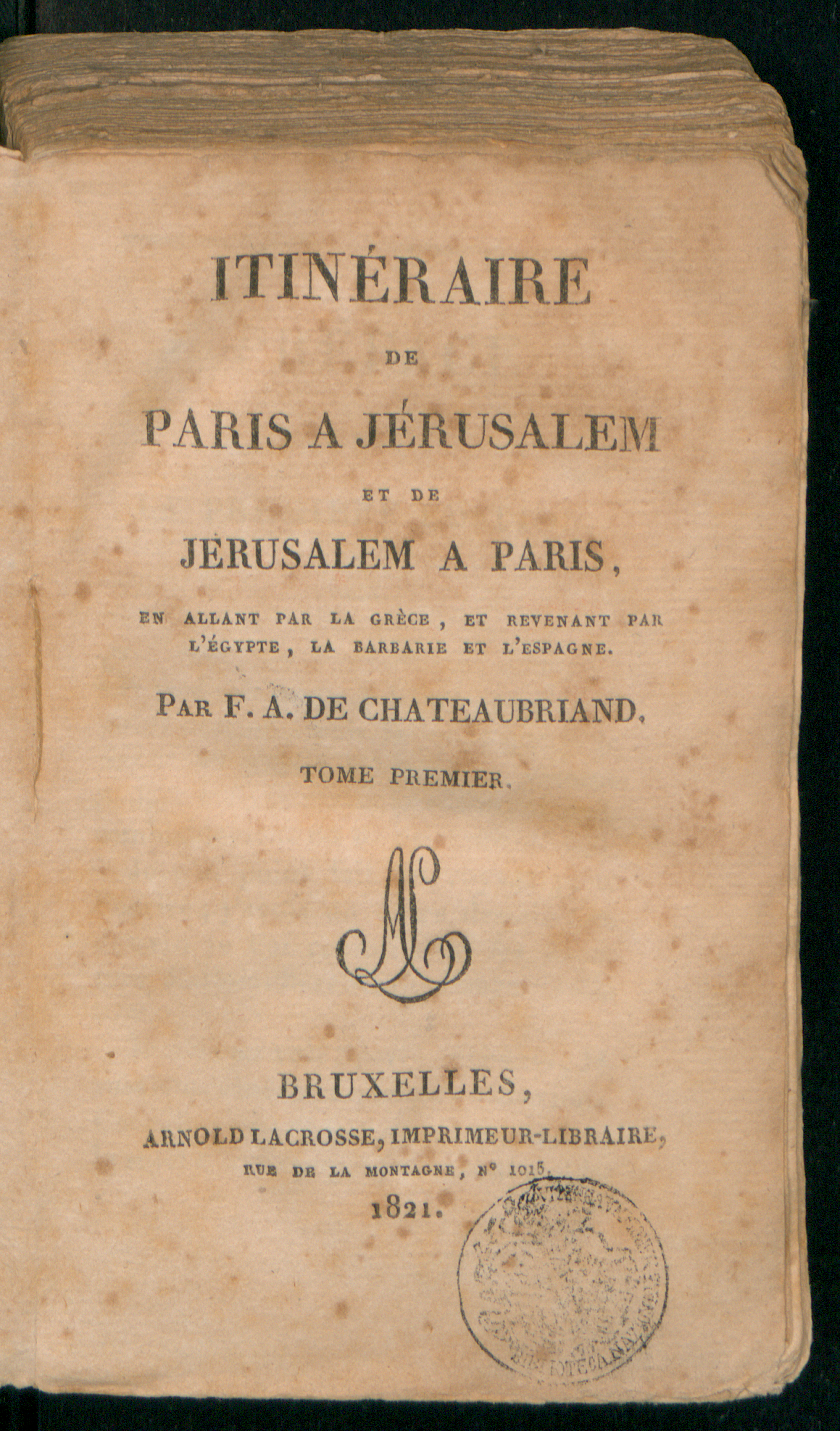
Itinéraire de Paris à Jérusalem et de Jérusalem à Paris, 1821.

Chateaubriand debuterade som skönlitterär författare med ett par kortare romaner som utspelades i Amerika, Atala ou les amours de deux sauvages dans le désert (Atala eller kärleken mellan två infödingar i vildmarken, 1801) och René (1802). Atala handlar om hur en spansk-indiansk och kristen ung kvinna försöker bevara sin oskuld trots indianen Chactas starka åtrå till henne. Eftersom Atala har avgivit ett kyskhetslöfte, kan hon inte gifta sig med honom, mannen hon älskar. Temat Chateaubriand använder är Amerikas naturkrafter mot den europeiska civilisationens krav, och intrigen återberättas av Chactas till René med den åldrade mannens efterkloka vishet. Dilemmat löser sig i romanen genom att Atala begår självmord för att bevara sitt löfte. Atala återutgavs tillsammans med Génie du Christianisme i första utgåvan. Denna kortroman brukar sägas vara en skönlitterär form av Rousseaus filosofiska skrifter i samma ämne om naturtillstånd och civilisation.
René skrevs egentligen som en varning för att hänfalla åt världens förgänglighet, men fick motsatt verkan då huvudpersonen i stället fungerade som ett tidsideal och blev sinnebilden för den romantiska personligheten. Med karaktären René skapar han en fransk motsvarighet till Goethes Werther; en stilbildande karaktär, lik honom själv, av en självupptagen och amorös övermänniska som saknar mening med livet och därför är djupt lidelsefull och i grunden ensam. Undertonerna som genomsyrar René kom att bli känt under beteckningen "le mal du siècle", och föras vidare i världslitteraturen via Lord Byron, Alfred de Musset och Alfred de Vigny, till symbolisterna, och längre in, i 1900-talets stora litterära verk.
Med Génie du christianisme ville Chateaubriand skapa en fransk motsvarighet till Dantes Divina Commedia och John Miltons Paradise Lost, återuppliva medeltidens estetiska ideal av gotik och kristen mystik, och dessutom tala till sina samtida fransmän om kristendomens essentiella nödvändighet för civilisationens framtid. Kristendomen beskrivs här som skönhetens yttersta fundament. Kristendomens skönhet är för Chateaubriand fyrfaldig: i dess dogmer och doktriner eftersom världens harmoniska ordning är i enlighet med naturen, i dess poetik, i dess konstverk och litteratur och i dess kult. Skönhetsidealen består av ett mystiskt, känslobetonat förhållande till Gud av en ärligt ofullkomlig och syndig människa.

## Betydelse
För sin talang likväl som tillgängligheten, betraktas Chateaubriand tillsammans med Madame de Staël som grundaren till den franska romantiken. Hans beskrivningar av naturen och hans känsloanalyser gjorde honom till stilbildande för en generation romantiska författare, inte bara i Frankrike, utan även utomlands. Till exempel var Lord Byron djupt påverkad av René. Den unge Victor Hugo skrev i en anteckningsbok: ”Att bli en Chateaubriand eller ingenting.” Till och med hans fiender fann det svårt att undgå hans inflytande. Stendhal, som avfärdade honom av politiska skäl, använde hans psykologiska analyser i sin egen bok, De l'amour.
Chateaubriand var den förste att beskriva vague des passions ("passionernas antydningar") vilket skulle bli en gemensam nämnare för romantiken: ”Man befolkar, med sitt fulla hjärta, en tom värld” (Génie du Christianisme). Hans politiska idéer och handlingar verkar innehålla en mängd motsägelser: han ville såväl vara vän med legitimisterna med deras rojalism som med friheten, omväxlande försvarande den av de båda som syntes befinna sig i störst fara: ”Jag är en bourbonist av heder, monarkist av förnuftsskäl, och republikan i tycke, smak och temperament.” Han blev den förste i en rad författare (Lamartine, Victor Hugo, André Malraux) som försökte kombinera en politisk karriär med författarskap. ”Vi är övertygade om att de stora författarna har berättat sina egna historier i sina verk”, skrev Chateaubriand i Génie du Christianisme, ”man kan bara sanningsenligt återgiva sitt eget hjärta genom att hänskjuta det åt en annan, och större delen av geniernas storhet utgörs av biografiskt material.” Detta stämmer verkligen på Chateaubriand själv. Alla hans verk har starka inslag av självbiografi, öppet eller underförstått. Möjligen är det därför som hans Mémoires d'outre-tombe ofta betraktas som hans främsta verk.

## Litterär stil

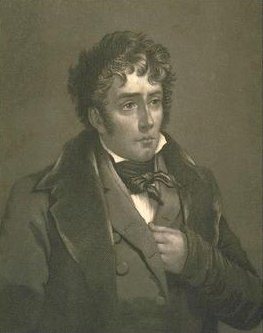
François-René de Chateaubriand.

Att Chateaubriand blev en av romantikens grundare beror på att han under sin uppväxt inte eller föga kom i kontakt med upplysningens idéer, utan han i stället fick en konservativ uppfostran med nära förtrolighet med Kyrkan och det gamla riddarväsendet. Den nya tidens impulser nådde honom genom ett klassiskt filter, fjärran från den föregående epokens förnuftsivran, skepticism och materialism. För honom blev individualismen, känslan och tron i förgrunden, likväl som en ganska ohöljd självuppskattning.
Chateaubriand blev en av de första företrädarna för orientalismen med sina verk om resorna i Mellanöstern, och för exotismen för verken från Amerikaresan – två stora riktningar inom romantiken. Orienten för Chateaubriand blev dock, enligt Edward Said, ”en scen för hans privata myter” och han reste dit, enligt honom själv, som den siste franske pilgrimen. Hans föreställning om Orienten var emellertid djupt präglad av omedgörlighet inför andra kulturer och trossystem. Samtidigt fick hans skildringar den verkan att intresset för Orienten växte kolossalt i Europa. Även en vurm för indianer föddes av hans böcker. Men kanske i ännu högre grad var det naturlyriken i dessa och andra verk som blev hans litterära kännemärke.
Störst betydelse i samtiden blev hans Le génie du Christianisme där han formulerar romantikens katolska estetik, vilket blev utmärkande för den frankofona romantiken. Sin betydelse fick det genom att Napoleon använde den som försvar för den återinförda kristendomen. Denna religiösa sida av Chateaubriand, som var allomfattande i det mesta han skrev, var nära knuten till naturlyriken.
Fastän Chateaubriand kan tyckas ha ägt allt som krävdes för en lyriker, var det i prosan som hans styrka låg. Det är heller inte som skönlitterär författare han blivit mest läst, utan som memoarförfattare. Trots formen förekommer flera passager i hans verk som snarast kan betraktas som maximer och som poesi; dessa lyfts ofta ut och citeras i flera verk. Han betraktas ofta med dessa verk som en av den franska litteraturens stora ordkonstnärer.